# Земля до начала времён 7: Камень Холодного Огня
«Земля до начала времён 7: Камень Холодного Огня» (англ. The Land Before Time VII: The Stone of Cold Fire) — мультфильм производства США, продолжающий мультипликационную серию «Земля до начала времён» (2000).

## Сюжет
Однажды ночью Литтлфут видит пролетающий над Великой Долиной болид. Наутро он рассказывает об этом дедушке с бабушкой и своим друзьям. Но ему никто не верит, кроме пары странников-Пестролицых, которые высказывают предположение, что Литтлфут видел Камень Холодного Огня, обладающий таинственными свойствами и способный исполнять желания. Узнав об этом, хитрый и тщеславный Птерано (дядя Питри, некогда изгнанный из Великой Долины) и двое его дружков — Ринкас и Сьерра — сговариваются отыскать и присвоить Камень Холодного Огня, чтобы стать самыми могущественными. Даки, нечаянно подслушавшую их разговор, они захватывают с собой в качестве заложницы.
На утро дедушка Литтлфута рассказывает детям, о том, почему Птерано покинул стадо: После великого землетрясения, произошедшего в первом фильме, некоторые динозавры объединились в группу, чтобы дойти до Великой Долины. Но Птерано, которому хотелось руководить, а не слушать чьи-либо приказы, говорит что знает путь в Великую Долину. Некоторые динозавры, соблазнившись его речами, последовали за ним.
Но случается новое землетрясение и стадо Птерано оказывается заперто в закрытой долине. Там на них нападали трое дейнонихов и в результате произошедшего все динозавры в стаде погибли. Единственным выжившим стал Птерано, который умел летать и вернувшись к основному стаду, отрицал свою вину в гибели тех, кто пошёл за ним.
Пока взрослые судят да рядят по поводу случившегося, Литтлфут, Сэра, Спайк и Питри сами отправляются спасать подружку. В пещере Дымящейся Горы они встречают не только Даки, которой удалось сбежать от похитителей, но и Пестролицых, которые тайно следуют за детьми, чтобы присматривать за ними и оберегать их от опасностей. Использовав по совету Пестролицых силу подземного огня, Литтлфут и его друзья поднимаются на вершину вулкана и находят Камень Холодного Огня. Но одновременно с ними там же оказывается и Птерано со своими приспешниками. Неужели трём честолюбивым Летунам удастся заставить Камень выполнить их желания, и что после этого случится с Великой Долиной?..

## Персонажи и актёры
- Томас Деккер — Литтлфут (англ. Littlefoot).
- Энди Макэфи — Сэра (англ. Cera).
- Эйриа Кёрзон — Даки (англ. Ducky).
- Джефф Беннетт — Питри (англ. Petrie).
- Кеннет Марс — Дедушка (англ. Grandpa Longneck).
- Мириам Флинн — Бабушка (англ. Grandma Longneck).
- Пэтти Дойч — Пестролицая (англ. Rainbow Face).
- Чарлз Кимбро — самец той же породы.
- Майкл Йорк — Птерано (англ. Pterano).
- Роб Полсен — Ринкас (англ. Rinkus).
- Джим Каммингс — Сьерра (англ. Sierra).
- Тресс Макнилл — Мама Питри, мама Даки.
- Джон Ингл — Отец Сэры.
- Фрэнк Уэлкер — дейноних.